# Ordos (Mongols)
Pour les articles homonymes, voir Ordos.

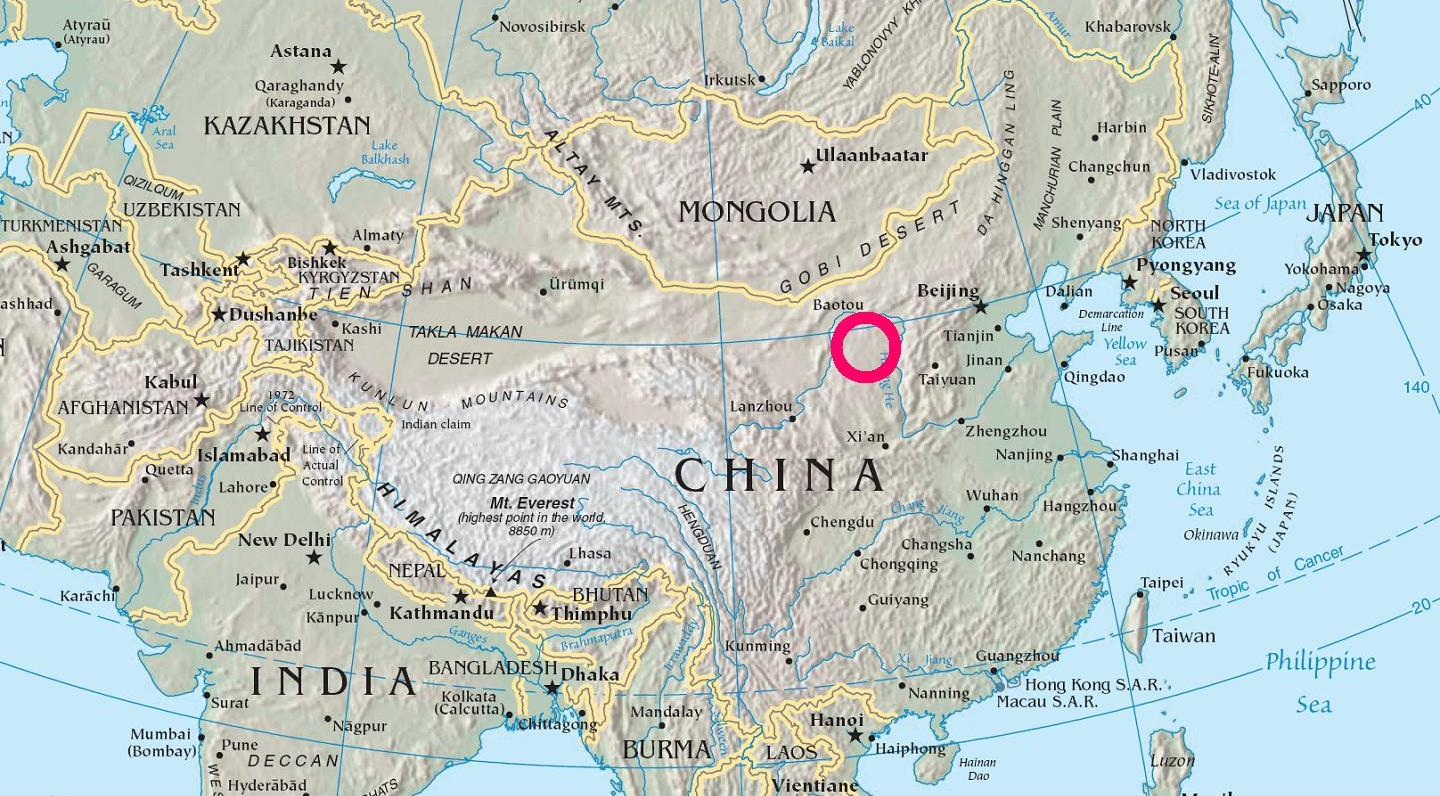
Aire de peuplement

Les Ordos (Mongol bitchig : ᠣᠷᠳᠤᠰ ; cyrillique : Ордос) sont des populations mongoles vivant aujourd'hui dans le district d'Uushin, dans la région autonome de Mongolie-Intérieure, en Chine.
Ce nom est également utilisé pour désigner l'ordos, un dialecte du mongol.

## Gardiens du tombeau

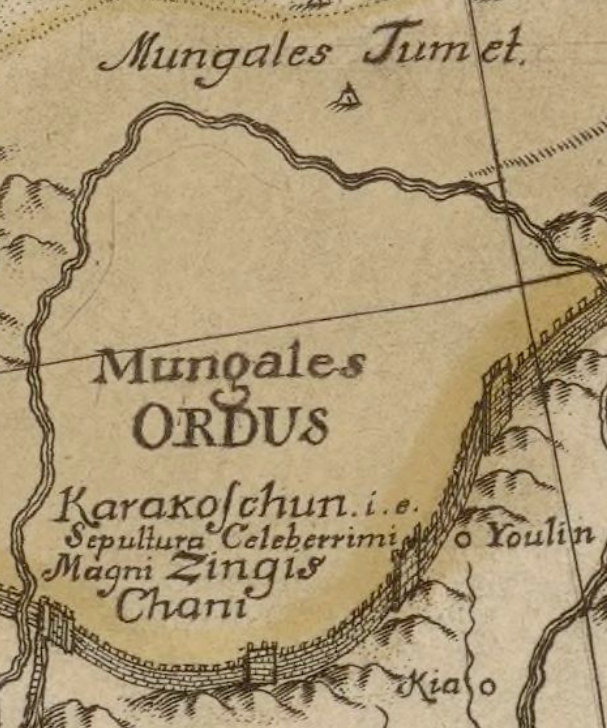
cartographie du XVIII par Philip Johan von Strahlenberg, plaçant la sépulture sur le mausolée.

Les Ordos sont, sous le nom de Jinong, les gardiens du mausolée de Gengis Khan, sur le plateau Ordos. Ordos est le pluriel de ordo (dans l'alphabet de l'Orkhon du vieux turc : 𐰇𐱃𐰀 () Orda, mongol bitchig : ᠣᠷᠳᠤᠰ, transcrit en ordos), sert à la fois à désigner la yourte d'un grand khan (qui est également à l'origine en Occident du terme ordo).
Ils sont cités comme gardiens du mausolée de Gengis Khan dans les 4e et 6e rouleaux de l'ouvrage Erdeni-yin tobči (en chinois, 《蒙古源流》, mēnggǔ yuánliú) ainsi que dans l'annexe au 5e rouleau de Shengwuji 《圣武记》 / 《聖武記》, shèngwǔjì
La plus ancienne trace écrite de ce terme date du XVe siècle, la raison évoquée étant que huit yourtes blanches servent à former la tombe de Gengis Khan. Ces huit yourtes sont surnommées les « huit chambres blanches » (en mongol bichig : ᠨᠠᠢᠮᠠᠨ
ᠴᠠᠭᠠᠨ
ᠣᠷᠳᠤ, VPMC : naiman cayan ordu mongol cyrillique : найман цагаан орд, MNS : naiman tsagaan ord, littéralement, les huit palais blancs ; en chinois 八白室, bābáishì), ce qui se prononce également en mongol « ordos ».
Des sources chinoises placent également les Darkhad (ᠳᠠᠷᠬᠠᠳ / дархад) gardien du mausolée de Gengis Khan et de son épouse à Dongsheng, dans la banlieue de la ville-préfecture d'Ordos dans ce rôle. Ces derniers auraient été cités dans le cahier jaune de Kubilai Khan, dirigeant mongol de la Dynastie Yuan.

### Totem ordos
Les Ordos utilisent dans leur cérémonies un süld, totem appelé en chinois lumafengqi (禄马风旗, lù mǎ fēng qí),. Il peut être constitué d'un simple mât (单杆禄马风旗) ou d'un double mât (双杆禄马风旗).

## Ethnographie
L'un des spécialistes des Ordos et de leur langue est le missionnaire scheutiste belge Antoine Mostaert (1881-1971).

## Généalogie des Khan Ordos
- Dayan Khan, (1464 - 1517), Khagan en 1480;
  - Urus Borot, (v.1482 - 1512), Jinong de l'Ordos en 1512;
  - Bars Bolud, (v.1490 - 1531), Jinong de l'Ordos de 1512 à 1519;
    - Gün Bilig, (v.1506 - 1542), Jinong en 1533;
      - Noyondari, (1522 - 1572), Jinong en 1542;
        - Buyan Ba'atar Khuntaij, (v.1545 - 1573), Jinong en 1572;
          - Boshu Ketu Jinong, (v.1565 - 1626), Jinong en 1573;
            - Sileng Erdeni, (1591 - 1626), Jinong en 1626;
            - Erlinchen, (1600 - 1656), Jinong en 1627;
            - Tuba, (v.1605 - ap.1634), Jinong de 1630 à 1634;
            - N, (v.1607 - ?);
              - Gulu, (v.1630 - 1692), Jinong de 1657 à 1680;

      - Baighor Santaji, (1523 - ?)
        - Aibabis Dayan Noyan, (v.1540 - ap.1598);
          - Aqitu Dayan Noyan, (v.1560 - ?);
          - Echengji Bingtu Noyan, (v.1562 - ?);
          - Mazike Otehan Noyan, (v.1564 - ?);

        - Erba Zhuoliketu Noyan, (v.1542 - ?);
          - Khagatan Khoshu'uch Noyan, (v.1562 - ?);
          - Tsogt Taiji, (v.1564 - ?);
          - Amu Senge Taiji, (v.1566 - ?);
          - Dorj Daiqing, (v.1568 - ?);
          - Tuba altan, (v.1570 - ?);

        - Dagachi zaizan Noyan, (v.1544 - ?);
          - Banchun khuntaij, (v.1565 - ?);

        - Khemeekh Dörvön Khövgüüntei, (v.1546 - ?);
          - Buimatu buyuu, (v.1565 - ?);

      - Weidaer Namuhan, (1523 - ap.1554);
        - Daqi Heshuo Qihong Taiji, (v.1540 - ?);
        - Hainuk Batur Noyan, (v.1542 - ?);
        - Acha Kundu Lendai Qing, (v.1544 - ?);
        - Chuluke Qingbatur, (v.1546 - ?);
        - Quselei Weisheng Chuo Liketu, (v.1548 - ?);
        - Tuqa'sechen Khan Du'er, (v.1548 - ?);
          - 
            - 
              - ? Gurushibu, (v.1630 - 1704), Jinong en 1680;
                - ? Dongluobu, (v.1660 - ap.1718), Jinong de 1704 à 1706;
                - ? Songlabu, (v.1660 - 1709), Jinong en 1706;
                - ? Selenglashi, (v.1665 - 1712), Jinong en 1707;
                  - ? Namthal Seleng, (v.1690 - 1761), Jinong de 1713 à 1728;
                    - ? Lashi Seleng, (v.1710 - 1773), Jinong de 1734 à 1739;

                - ? N, (v.1670 - ?);
                  - ? Jamuyang, (v.1700 - 1757), Jinong de 1728 à 1733;
                  - ? Qiwang Banjul, (v.1700 - 1772), Jinong en 1739;